# 18755 Медуна
18755 Медуна (18755 Meduna) — астероїд головного поясу, відкритий 15 квітня 1999 року.
Тіссеранів параметр щодо Юпітера — 3,613.